# 맥라렌 MP4/8
맥라렌 MP4/8(영어: McLaren MP4/8)은 1993년 포뮬러 원 월드 챔피언십에 등장한 포뮬러 원 머신이다.

## 엔진
혼다는 팀이 드라이버 및 컨스트럭터 챔피언십을 장악한 처음 4년 동안 1988~1992년 동안 맥라렌에 엔진을 공급하였다. 그러나 Honda는 1992년 세계 경기 침체로 인해 F1을 떠났고 팀장 Ron Dennis는 르노 엔진을 교체용으로 공급할 수 없었다. 혼다가 스포츠에서 철수함에 따라 맥라렌은 주요 라이벌 Williams에서 발견한 V10 르노와 Benetton이 사용하는 고사양 HBA8 Ford V8에 비해 열등한 출력을 가진 고객 포드 V8 엔진을 처리하였다. Benetton은 Ford 공장 팀과 기존 계약을 맺었 기 때문에 맥라렌은 처음에 Benetton 공장 엔진의 기술적 진보가 부족한 고객 엔진에 만족해야 했다. 맥라렌은 영국 그랑프리 이후 더 높은 사양의 포드 엔진 공급을 확보하였다. 고객 사양 Ford 엔진은 Benetton의 Works Ford 엔진 700 마력 (522kW, 710PS)에 비해 약 680 마력 (507kW, 689PS)으로 평가되었으며 둘 다 760- 780 마력 (567~582kW, 771~791PS) 르노는 Williams와 745 마력 (556kW, 755PS) V12 Ferraris가 사용하였다.

## 1993 시즌
MP4/8는 휠베이스가 상당히 짧은 것으로 알려져 있으며 Williams FW15C보다 길이가 눈에 띄게 더 작은 자동차였다. 처음에 Ayrton Senna는 자동차의 핸들링과 민첩성에 깊은 인상을 받았지만 고객 Ford-Cosworth V8이 르노 V10 기반 Williams에 비해 힘이 부족하다는 것을 알고 그랑프리 당 1 백만 달러의 레이스 별 계약을 요구했다. 다른 사람들은 이것이 Senna와 Ron Dennis 사이의 마케팅 전략이라고 제안했지만 후원자들의 관심을 유지하고 관심을 끌었다. Ford-Cosworth V8이 르노 V10보다 가벼 웠지만 르노의 중량 대비 출력 비율은 Ford보다 컸다. 그러나 MP4/8는 몇 가지 놀라운 성공을 거둘만큼 충분히 경쟁력이 있었다.. 라이벌인 Alain Prost가 우수한 Williams FW15C에 있었음에도 불구하고 세나의 기술은 브라질에서의 2번째 승리, 6번째 모나코 그랑프리 승리 및 1 번째 승리로 구성된 처음 6 개의 레이스 중 3 개를 우승함으로써 캐나다 이후까지 챔피언십을 이끌 수 있었다. 영국도 닝턴 공원에서 1993년 유럽 그랑프리에서 비에 젖은 그의 가장 위대한 드라이브. 시즌 후반에 프랑스 인은 윌리엄스의 우위를 선점하기 위해 자신의 우위를 점했다고 주장했고, 세나는 후반기에 속도를 잃고 3위로 떨어졌다. Prost가 두 번의 레이스로 우승을 차지하는 동안 세나는 일본과 호주에서 마지막 두 번의 레이스에서 우승했다. 브라질은 총 5번의 우승을 차지했으며 Alain Prost에 대한 드라이버 챔피언십에서 2위를 차지했으며 맥라렌은 컨스트럭터 챔피언십에서 Williams까지 2위를 차지하였다.

## 비디오 게임에서의 등장
- 아스팔트 8: 에어본